# George Dent
George Dent (* 1756 im Charles County, Provinz Maryland; † 2. Dezember 1813 bei Augusta, Georgia) war ein US-amerikanischer Politiker. Zwischen 1793 und 1801 vertrat er den Bundesstaat Maryland im US-Repräsentantenhaus.

## Werdegang
George Dent wurde im Jahr 1756 auf dem Anwesen seines Vaters, Windsor Castle, geboren. Er  besuchte die öffentlichen Schulen seiner Heimat. In den 1770er Jahren schloss er sich der Revolutionsbewegung an. Während des Unabhängigkeitskrieges diente er in verschiedenen Einheiten der Staatsmiliz von Maryland und der Kontinentalarmee, in der er es bis zum Hauptmann brachte. Nach dem Krieg schlug Dent eine politische Laufbahn ein. Zwischen 1782 und 1790 saß er im Abgeordnetenhaus von Maryland, dessen Präsident er in den Jahren 1789 und 1790 war. In den Jahren 1791 und 1792 war Dent auch als Richter im Charles County tätig. Zur gleichen Zeit gehörte er ferner dem Senat von Maryland an. Im Jahr 1792 war er Präsident dieser Kammer. Politisch stand er der Bundesregierung unter Präsident George Washington nahe (Pro-Administration-Fraktion) und wurde Ende der 1790er Jahre Mitglied der von Alexander Hamilton gegründeten Föderalistischen Partei.
Bei den Kongresswahlen des Jahres 1792 wurde Dent im ersten Wahlbezirk von Maryland in das damals noch in Philadelphia tagende US-Repräsentantenhaus gewählt, wo er am 4. März 1793 die Nachfolge von Philip Key antrat. Nach drei Wiederwahlen konnte er bis zum 3. März 1801 vier Legislaturperioden im Kongress absolvieren. Zwischen 1797 und 1799 vertrat er gelegentlich den Präsidenten des Hauses. Zwischen 1799 und 1801 war er Vorsitzender des Wahlausschusses. 1795 wurde der elfte Verfassungszusatz ratifiziert; im Jahr 1800 bezogen der Kongress und der Präsident die neue Bundeshauptstadt Washington, D.C.
Im April 1801 wurde George Dent vom neuen Präsidenten Thomas Jefferson zum US Marshal für das Gebiet der neuen Bundeshauptstadt ernannt. Im Jahr 1802 zog er nach Georgia, wo er sich nahe Augusta niederließ. Dort starb er am 2. Dezember 1813 an den Folgen eines Reitunfalls.